# Potiaxixa longipennis
Potiaxixa longipennis là một loài bọ cánh cứng trong họ Cerambycidae.